# Església Catòlica Nacional Polonesa
L'Església Catòlica Nacional Polonesa és una església cristiana fundada i basada als Estats Units per immigrants polonesos i llurs descendents que eren catòlics romans. No obstant això, l'Església Catòlica Nacional Polonesa no està en comunió completa amb l'Església Catòlica Romana i difereix de la seva doctrina en diversos aspectes. Tot i que els membres de l'Església Catòlica Nacional Polonesa afirmen la seva herència polonesa, moltes parròquies en l'actualitat només es diuen a si mateixes "Esglésies Catòliques Nacionals".